# Поллок (фильм)
«Поллок» (англ. Pollock) — драма режиссёра Эда Харриса, снятая им в 2000 году по книге Стивена Нэйфи и Грегори Уайт Смита «Джексон Поллок, американская сага». Экранизация биографии американского художника Джексона Поллока. Первый фильм Эда Харриса как режиссёра.

## Сюжет
Действие фильма начинается осенью 1941 года, прослеживает основные события и заканчивается гибелью Поллока в автокатастрофе в 1956 году.
Накануне выставки работ молодых художников Джексон знакомится с Ли Краснер и переезжает к ней из квартиры своего брата. Он болезненно переносит непонимание своего творчества. Перемены к лучшему начались, когда Говард Патцель рекомендовал его работы меценатке Пегги Гуггенхайм, которая заказывает ему большое панно, устраивает выставку и назначает небольшую стипендию.
Пьянство и вспышки гнева, преследовавшие Поллока всю жизнь, не дают возможности сосредоточиться на работе. Ли в ультимативной форме настаивает на замужестве и после свадьбы они покупают небольшой домик в Спрингсе (англ.) — городке, расположенном в живописном месте на восточном берегу Лонг-Айленда.
Поллок проводит сутки в мастерской и случайно находит новую технику нанесения краски на полотно. Опыт оказался столь успешным, что все выставленные в галерее работы проданы подчистую, а из коллекционеров выстраивается очередь.
О Поллоке пишут в журналах, его приглашают принять участие в документальном фильме о творческих буднях. Приезжают друзья и поклонники. Снова встаёт проблема с алкоголем. Он всё чаще спорит и ссорится с Ли. В итоге она решает уехать на время в Европу.
Поллок приводит в их лонг-айлендский дом свою новую подругу, молоденькую Руфь Клигман и её знакомую Эдит Метцгер. После посещения танцевальной вечеринки пьяный и уставший Поллок садится за руль и вместе с Эдит гибнет в результате дорожного происшествия (Руфь выжила).

## В ролях
| Актёр              | Роль                 |
| ------------------ | -------------------- |
| Эд Харрис          | Джексон Поллок       |
| Марша Гей Харден   | Ли Краснер           |
| Том Бауэр          | Дэн Миллер           |
| Дженнифер Коннелли | Рут Клигман          |
| Бад Корт           | Говард Патцель       |
| Джон Херд          | Тони Смит            |
| Вэл Килмер         | Виллем де Кунинг     |
| Эми Мэдиган        | Пегги Гуггенхайм     |
| Салли Мерфи        | Эдит Мецгер          |
| Стефани Сеймур     | Хелен Франкентелер   |
| Мэттью Сассман     | Рубен Кадиш          |
| Джеффри Тэмбор     | Клемент Гринберг     |
| Норберт Вайссер    | Ханс Намут           |
| Эверетт Куинтон    | Джеймс Джонсон Суини |
| Джон Ротман        | Гарольд Розенберг    |
| Кенни Шарф         | Уильям Базиотис      |

## Награды и номинации
- 2000 — премия Нью-Йоркской ассоциации кинокритиков за лучшую женскую роль второго плана (Марша Гей Харден)
- 2001 — премия «Оскар» за лучшую женскую роль второго плана (Марша Гей Харден)
- 2001 — премия Национального общества кинокритиков США за лучшую женскую роль второго плана (Марша Гей Харден, 3-е место)
- 2001 — премия Ассоциация кинокритиков Торонто за лучшую мужскую роль (Эд Харрис)